# Euxoa costata
Euxoa costata är en fjärilsart som beskrevs av Augustus Radcliffe Grote 1876. Euxoa costata ingår i släktet Euxoa och familjen nattflyn. Inga underarter finns listade i Catalogue of Life.